# Iselin
Iselin és una concentració de població designada pel cens dels Estats Units a l'estat de Nova Jersey. Segons el cens del 2000 tenia 16.699 habitants.

## Demografia
Segons el cens del 2000, Iselin tenia 16.698 habitants, 6.007 habitatges, i 4.511 famílies. La densitat de població era de 2.059,8 habitants/km².
Dels 6.007 habitatges en un 32% hi vivien nens de menys de 18 anys, en un 61,5% hi vivien parelles casades, en un 9,8% dones solteres, i en un 24,9% no eren unitats familiars. En el 20,8% dels habitatges hi vivien persones soles el 8,6% de les quals corresponia a persones de 65 anys o més que vivien soles. El nombre mitjà de persones vivint en cada habitatge era de 2,78 i el nombre mitjà de persones que vivien en cada família era de 3,24.
Per edats la població es repartia de la següent manera: un 21,8% tenia menys de 18 anys, un 7,6% entre 18 i 24, un 33,9% entre 25 i 44, un 22,7% de 45 a 60 i un 14% 65 anys o més.
L'edat mediana era de 37 anys. Per cada 100 dones de 18 o més anys hi havia 95,1 homes.
La renda mediana per habitatge era de 65.424 $ i la renda mediana per família de 71.913 $. Els homes tenien una renda mediana de 50.145 $ mentre que les dones 36.131 $. La renda per capita de la població era de 26.793 $. Aproximadament l'1,9% de les famílies i el 3,2% de la població estaven per davall del llindar de pobresa.

## Poblacions més properes
El següent diagrama mostra les poblacions més properes.